# نجد العاقب (طور الباحة)

تعديل مصدري - تعديل

نجد العاقب هي إحدى قرى عزلة طور الباحة بمديرية طور الباحة التابعة لمحافظة لحج، بلغ تعداد سكانها 42 نسمة حسب تعداد اليمن لعام 2004.